# Capuco
Emanuel José Paulo João, né le 2 août 1986 à Luanda, est un footballeur angolais. Il évolue au poste de milieu de terrain. Il mesure 1,78 m pour 76 kg.

## Clubs
- 2002-2005  Grupo Desportivo Estoril-Praia
- 2005-2006  Grupo Desportivo de Peniche
- 2006-2007  Estrela Vendas Novas
- 2007-2008  Atlético Clube de Portugal
- 2008-2010  Grupo Desportivo de Chaves
- 2010-2011  Grupo Desportivo Interclube

## Palmarès
- Championnat du Portugal de football D3 (1) :
  - Vainqueur : 2003
- Championnat du Portugal de football D2 (1) :
  - Vainqueur : 2004
- Coupe du Portugal de football (1) :
  - Vainqueur : 2007
  - Finalise : 2010
- Championnat d'Angola de football (1) :
  - Vainqueur : 2010